# Christian Zeller
Julius Christian Johannes Zeller (ur. 24 czerwca 1822 w Mühlhausen k. Stuttgartu, zm. 31 maja 1899 w Bad Cannstatt k. Stuttgart) – niemiecki matematyk.
Z wykształcenia matematyk, geograf i teolog, w 1874 Zeller został dziekanem seminarium duchownego w Markgröningen oraz dyrektorem dziewczęcego sierocińca. W 1882 został członkiem Francuskiego Towarzystwa Matematycznego. Rok później, 16 marca 1883, przedstawił krótki opis swojego równania (równanie Zellera), który został opublikowany w czasopiśmie towarzystwa.
Został odznaczony Orderem Fryderyka pierwszej klasy, oraz Orderem Korony Wirtembergii. Odszedł na emeryturę w 1898, rok później umarł.